# Chirothecia amazonica
Chirothecia amazonica är en spindelart som beskrevs av Simon 1901. Chirothecia amazonica ingår i släktet Chirothecia och familjen hoppspindlar. Inga underarter finns listade i Catalogue of Life.